# Ambassade d'Allemagne en Guinée
L'ambassade d'Allemagne en Guinée est la principale représentation diplomatique de la république fédérale d'Allemagne en Guinée.

## Liste des ambassadeurs
| N° | Nom et prénoms     | Début        | Fin      |
| -- | ------------------ | ------------ | -------- |
| 01 | Ulrich Meier-Tesch | juillet 2019 | En cours |
| 02 |                    |              |          |